# Mezőpatak
Mezőpatak (1899-ig Polerjeka szlovákul Polerieka) Turócábrahámfalva településrésze, korábban önálló község Szlovákiában, a Zsolnai kerületben, a Stubnyafürdői járásban.

## Fekvése
Turócábrahámfalva központjától 1 km-re nyugatra fekszik.

## Története
Első írásos említése 1363-ból származik. Neve a szláv pole (mező) és rieka (patak) szavak összetétele.
A 18. század végén Vályi András így ír róla: „POLERIEKA. Tót falu Túrócz Vármegyében, földes Ura a’ Tudományi Kintstár, az előtt a’ Nagyszombati Jésuitáknak bírtokok vala; lakosai katolikusok, kik olajkárosok többnyire, fekszik Szent Györgyhöz közel, mellynek filiája; egy mélly vőlgyben, vagyon e’ mellett a’ helység mellett egy föld alatt való vájat, 1 órányi járásnál hoszszabb, melly egész Vriczko helységig terjed, tiszta víz folydogál belőle; földgyének 2/3 része közép termékenységű, egy harmad része pedig sovány, réttye kétszer kaszáltatik, legelője elég, fája van mind a’ kétféle.”
Fényes Elek 1851-ben kiadott geográfiai szótárában így ír a településről: „Polereka, tót falu, Thurócz vmegyében, 134 kath., 8 evang. lak. Szép erdő, jó legelő. F. u. a pesti egyetem. Ut. p. Rudnó.”
1910-ben 73, túlnyomórészt szlovák lakosa volt. A trianoni diktátumig Turóc vármegye Stubnyafürdői járásához tartozott.
1991-ben csatolták Turócábrahámfalvához.

## Külső hivatkozások
- Mezőpatak Szlovákia térképén

## Lásd még
- Turócábrahámfalva
- Lászlófalva